# Chlopsis olokun
Chlopsis olokun är en fiskart som först beskrevs av Robins och Robins, 1966.  Chlopsis olokun ingår i släktet Chlopsis och familjen Chlopsidae. Inga underarter finns listade i Catalogue of Life.